# العرض (الرجم)

تعديل مصدري - تعديل

العرض هي إحدى قرى عزلة بني هيثم بمديرية الرجم التابعة لمحافظة المحويت، بلغ تعداد سكانها 314 نسمة حسب تعداد اليمن لعام 2004.